# 7×57mm Mauser
A munição calibre 7 × 57 mm, também conhecido como 7 mm Mauser, 7 × 57 mm Mauser e 7 mm Mauser Espanhol nos Estados Unidos .275 Rigby no Reino Unido, foi a primeira geração de munição de rifle sem aro, sem fumaça de pólvora e sem gargalo. Foi desenvolvido por Paul Mauser da empresa Mauser em 1892 e adotado como um munição militar pela Espanha em 1893. Foi posteriormente adotado por vários outros países como munição militar padrão. Foi reconhecida como um marco no design de munições, mas agora é considerada obsoleta como munição militar.

## Países que utilizaram o calibre 7 x 57 mm Mauser
- Bolívia[2][3]
- Brasil[4][5][6]
- Chile[2][3][7][8]
- China[2][3][8]
- Costa Rica[2][3]
- Cuba
- El Salvador[2]
- Espanha[9]
- Estado Livre de Orange[2][3][7][10][8]
- Honduras[2][3]
- Irã[2]
- México[2][3][8]
- Paraguai[2]
- Primeira República das Filipinas
- Reino da Sérvia[11]
- República Sul-Africana[2][3][7][10][8]
- Uruguai[2][8]
- Venezuela[12]